# Pigmejski zec
Pigmejski zec (lat. Brachylagus idahoensis) je vrsta sjevernoameričkog zeca i jedna od dvije američke vrste zečeva koji sami kopaju svoje jazbine.

## Izgled
Pigmejski zec je najmanja vrsta zeca na svijetu. Odrasli su teški 375-500 grama, dok im je tijelo dugo 23.5-29.5 centimetara; ženke su neznatno veće od mužjaka. Razlikuje se od drugih zečeva po svojoj maloj veličini, kratkim ušima, sivoj boji krzna i kratkim stražnjim nogama.

## Životni ciklus
Pigmjeski zec postiže spolnu zrelost s oko godinu dana života
Sezona parenja vrlo je kratka. U Idahu traje od ožujka do kraja svibnja; u Utahu od veljače do kraja ožujka Trajanje gestacije još uvijek je nepoznato.
Smrtnost odraslih jedinki veća je za vrijeme kasne zime i ranog proljeća. Najviša dosad zabilježena smrtnost je 88% u Idahu. Mlade jedinke najčešće ugibaju u razdoblju do pet tjedana starosti.

## Način života
Najveći dio ishrane čini velika američka komoljika (Artemisia tridentata), koja može činiti i do 99% pojedene hrane tijekom zime. Također, od sredine do kraja ljeta hrani se raznim travama.
Lasice (Mustela spp.) su glavni grabežljivci pigmejskog zeca. Kojot (Canis latrans), crvena lisica (Vulpes vulpes), siva lisica (Urocyon cinereargenteus), jazavci, crveni ris (Lynx rufus), velika rogata sova (Bubo virginianus) i eja strnjarica (Circus cyaneus) također love ovu vrstu zeca.
Pigmejski zečevi su aktivni u bilo koje doba dana; međutim, najaktivniji su za vrijeme i zore. Obično se odmaraju tijekom podneva izvan ili unutar jazbine.